# بهار، آذربایجان
بهار (به ترکی آذربایجانی: Bahar) یک منطقه مسکونی در جمهوری آذربایجان است که در شهرستان بیلقان واقع شده‌است. بهار ۱۱۲۹ نفر جمعیت دارد.